# Escultura do Euro

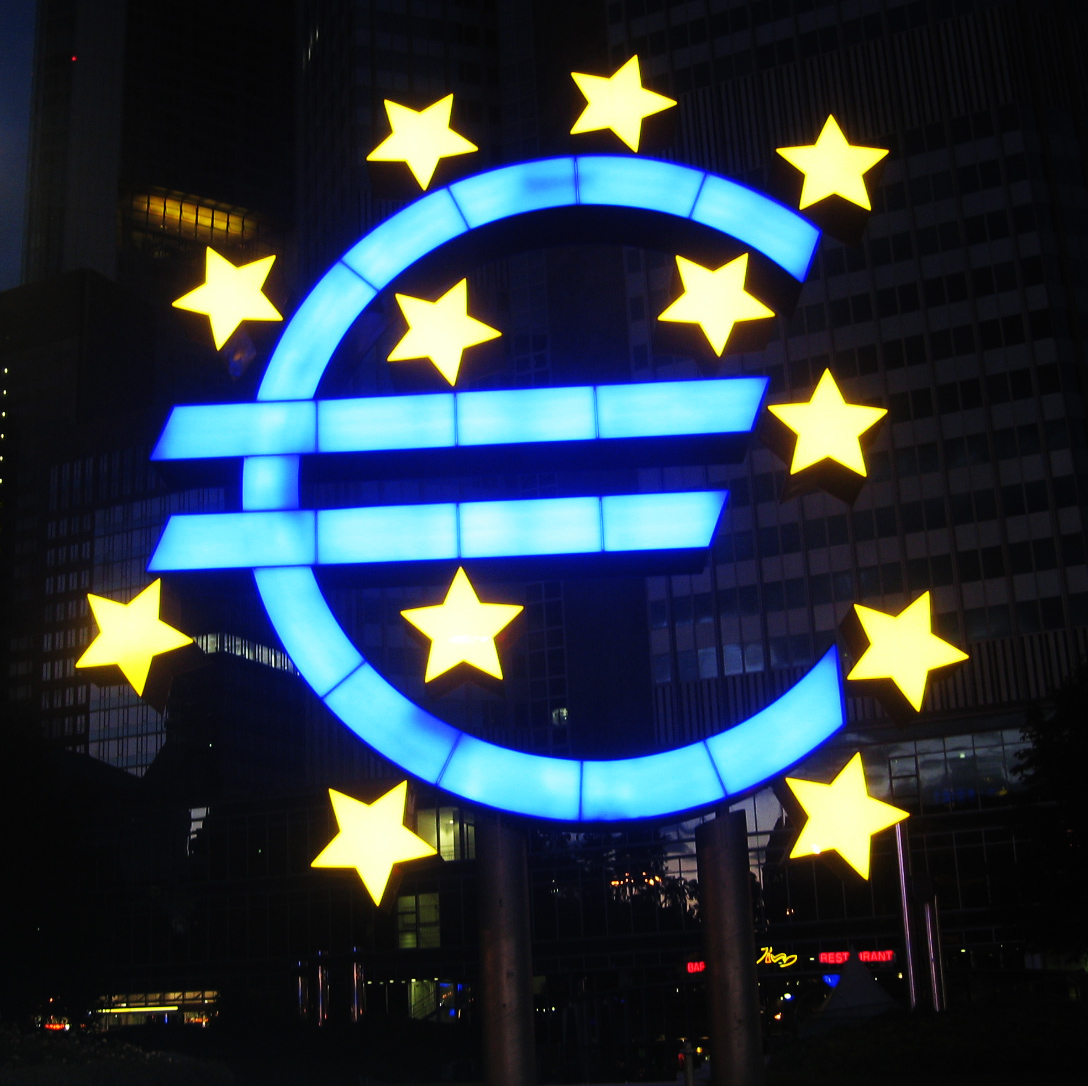
O Euro-Skulptur na Willy-Brandt-Platz de Frankfurt (2005)

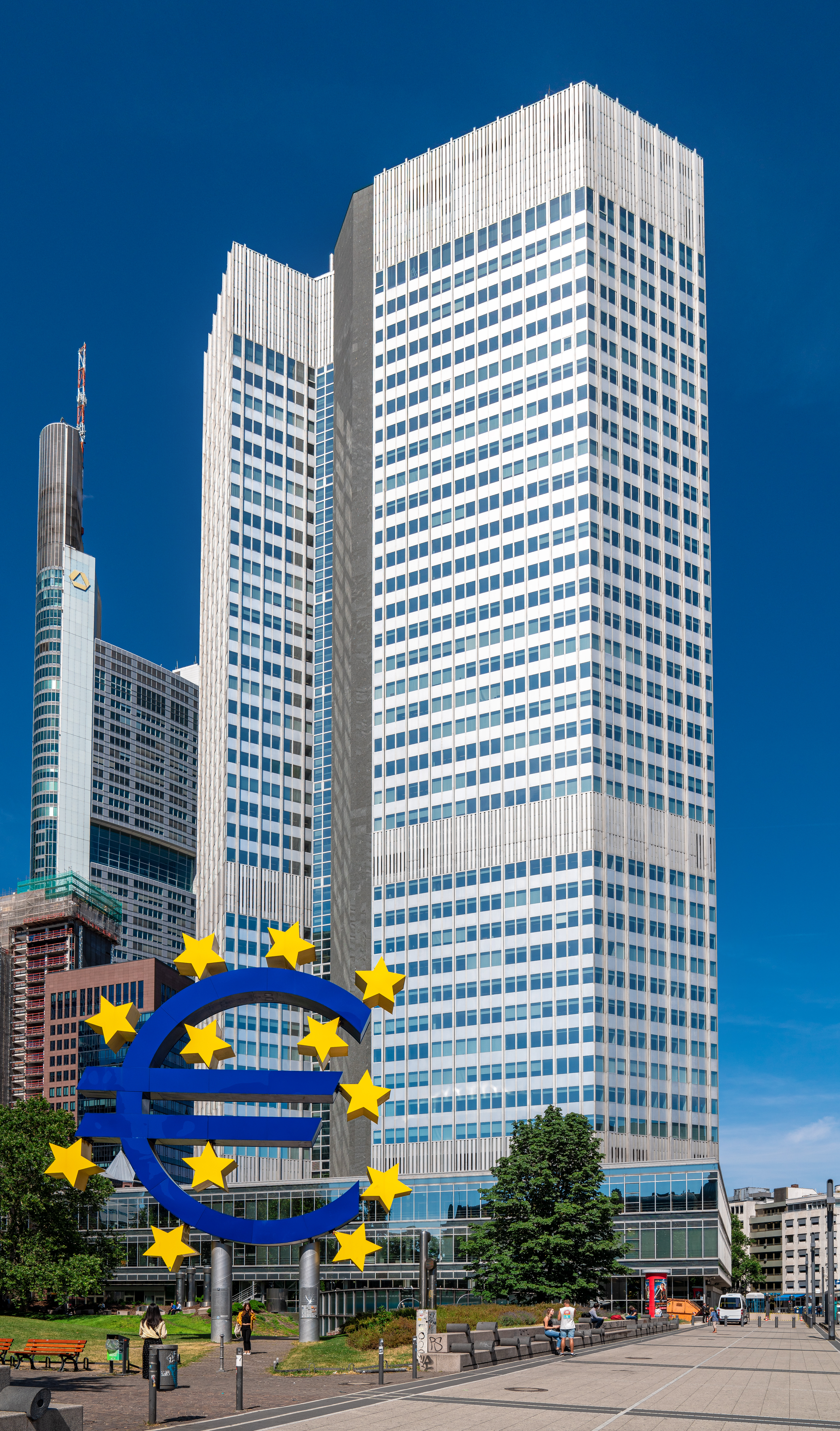
Vista durante o dia em frente à Eurotower (2019)

A Escultura do Euro (em alemão:  Euro-Skulptur), criada por Ottmar Hörl, está localizada na Willy-Brandt-Platz em Frankfurt am Main, Alemanha, sendo uma das duas cópias da obra que foram colocadas em exibição pública. Trata-se de um letreiro eletrônico de 14 metros de altura que exibe um símbolo do Euro e doze estrelas ao redor, pesando 50 toneladas.

## História
Ottmar Hörl projetou a Euro-Skulptur no final dos anos 90, criando duas cópias. Enquanto uma delas foi instalada no Aeroporto de Frankfurt, ele doou a outra versão para a corporação privada Frankfurter Kultur Komitee, que decidiu exibi-la na Willy-Brandt-Platz, em frente à então sede do Banco Central Europeu, ou BCE, que na época ficava no Eurotower. A escultura substituiu o relógio do Euro que havia sido instalado lá anteriormente. Suas luzes foram acesas pela primeira vez no Ano Novo de 2001/2002, quando o Euro foi introduzido. A Euro-Skulptur está entre os objetos mais fotografados no centro de Frankfurt e é frequentemente usada para ilustrar reportagens sobre o Euro.
Quando o BCE mudou-se de seu escritório na Willy-Brandt-Platz para seu novo edifício na zona leste de Frankfurt em 2014, surgiram discussões sobre se a escultura também deveria ser relocada para o novo local ou movida para um museu. O Frankfurter Kultur Komitee também foi solicitado a talvez mover a escultura para uma localização central em Paris, mas até agora ela permaneceu em seu local original. Em 2015, ocorreu uma atualização técnica quando os elementos emissores de luz da escultura foram substituídos por LED.
A escultura foi descrita pelo jornal Frankfurter Allgemeine Zeitung como "nunca popular entre o povo de Frankfurt. Muito simples, muito bruta, uma obra de arte com pouca arte". No entanto, o jornal também argumentou que "Enquanto não houver nada mais convincente, seria errado desistir do que se tem. Deveria ser possível, na próspera Frankfurt, prolongar a vida da Euro-Skulptur".
Em 2022, o Comitê de Cultura de Frankfurt, responsável pela manutenção da mesma, decidiu leiloá-la por ser muito cara para manter. A cidade de Frankfurt recusou-se a fornecer financiamento. Os custos de manutenção são estimados em 200.000 euros por ano. Em setembro de 2022, o Comitê de Cultura de Frankfurt anunciou que a escultura seria preservada em sua localização original e que a startup financeira Caiz Development forneceria os custos de manutenção pelos próximos cinco anos.